# 薩爾弗港 (路易斯安那州)
薩爾弗港（英語：Port Sulphur）是位於美國路易斯安那州普拉克明茲堂區的一個普查規定居民點。

## 人口
根據2020年美國人口普查的數據，薩爾弗港的面積為21.78平方千米，當中陸地面積為14.02平方千米，而水域面積為7.77平方千米。當地共有人口1677人，而人口密度為每平方千米80人。